# Komňa
Komňa è un comune della Repubblica Ceca facente parte del distretto di Uherské Hradiště, nella regione di Zlín.